# 史 (律令制)
史（し）とは、日本律令制において神祇官・太政官（弁官局）に設置された大史・少史の総称。
四等官の4番目である主典（さかん）に相当する。官位相当は神祇官の大史は正八位下、同少史は従八位上であるのに対して、太政官の大史は正六位上、同少史は正七位上とそれよりも高く位置づけられている。
定員は神祇官は大少各1名（全2名）、太政官は左右弁官局に大少各2名（全8名）。

## 概要
古くから文筆を掌る官を「史（ふひと/ふみひと）」と呼び、この職に就いた氏族に対して史の姓が授けられることがあった。律令制においては、上級者の命令を受けて公文書の記録・作成を掌り、公文書の内容を吟味して上級者の判断を仰ぎ、読申することを職掌とした。
太政官の史（官史）は弁官が率いる弁官局に属しているが、平安時代中期以降、弁官には公卿または公卿への昇進コースに乗った上流貴族が多く任ぜられ、かつ弁官は他に繁忙な官職を兼帯する者が多かったことから、弁官局の実務は史によって処理されるようになった。
弁官局は左右に分かれていることから、史も左右に分かれ、左大史・右大史・左少史・右少史に各2名合わせて8名存在することから八史（はちし）とも呼ばれた。史に任ぜられる者は、式部録、民部録、勘解由主典、検非違使道志、文章生を経た者、諸道成業者、一上推挙の者、一院判官代、出納であり、各官司から有能な人材を集めていたとみられる。一方で、弁には貴姓氏族が任ぜられ多くが公卿に至るのに対して、史に任官する者は源平藤橘以外の卑姓氏族に限られて行く末も諸国の受領に留まり、同じ弁官局にありながら弁・史間に人事的な交流はなかった。
史は初め右少史に任ぜられると左少史→右大史→左大史の順で昇進し、少なくとも9世紀以降はこの原則が遵守されている（いきなり左大史に任ぜられる小槻氏を除く）。左大史まで昇ると、六位蔵人・式部丞・民部丞・外記・近衛将監・検非違使衛門尉などと同様に正月の叙位で叙爵枠があり、毎年上﨟者（在職年数の長い者）1名が従五位下に叙された（巡爵）。また他の官職で叙爵した者と同様に、史から五位に叙された者も受領に任じられる資格があり、毎春1名が任じられた（史巡）。一方で、有能な人材に対しては叙爵後も転出させず左大史に留任させ、これを特に大夫史（史大夫）と呼んだ。そのため、有望な人材が続くと大夫史が二名になることもあった一方で、いったん弁官局から転出した者は大夫史に登用されることはなかった。

### 大夫史の設置と官務家の成立
五位の左大史は奈良時代後期から見られるが、平安時代中期の天延3年（975年）頃に大春日良辰が五位に叙せられて以降、大夫史が常置されるようになる。恒常化の要因としては、政務形態の変化により大夫史の重要性が高まったことによると推測される。
前述の通り、大夫史は六位史から有能な者を叙爵後も弁官局に留め置いて任命しており、弁官局から転出した者が大夫史に登用されることはなかった。しかし、寛弘8年（1011年）藤原道長が自己の家司で六位史を経て叙爵後受領に転出していた但波奉親を前例を無視して強引に大夫史に就任させる。これにより、政権担当者が意中の人物を大夫史に就任させやすくなり、寛仁3年（1019年）摂政・藤原頼通が小槻貞行を任じて以降、摂関家の家司を務めていた小槻・惟宗両氏が交替で大夫史を務めるようになった。
その後、康和4年（1102年）『政事要略』を白河院に召し取られるなど、惟宗氏は十分に官文書の蓄積ができない中で、小槻氏はますます存在感を高めていく。康和5年（1103年）には小槻祐俊が堀河天皇の許可を得て養子の盛仲へ大夫史を譲って小槻氏が大夫史を世襲し始め、久安5年（1149年）頃に惟宗孝忠が大夫史を去ると、小槻氏が独占的に大夫史を占めるようになった。小槻氏（壬生家・大宮家）は代々にわたって左大史上首（官務）を務めたため、「官務家」と称され、太政官の記録・文書の伝領保存の任にあたるようになる。
左大史の辞令（口宣案）の例 「長興宿禰記」

上卿 中御門中納言

文明十八年七月十二日 宣旨

從五位上小槻時元

宜任左大史

藏人頭左中辨藤原元長奉

（訓読文）上卿 中御門中納言（中御門宣胤 45歳 従二位権中納言） 文明18年（1486年）7月12日 宣旨 従五位上小槻時元（大宮時元 18歳） 宜しく左大史に任ずべし、蔵人頭左中辨藤原元長（甘露寺元長 31歳 正四位上）奉（うけたまは）る

## 構成
- 左大史（正六位上）二名
- 右大史（正六位上）二名
- 左少史（正七位上）二名
- 右少史（正七位上）二名
- 左史生 十名
- 右史生 十名
- 左官掌 二名
- 右官掌 二名
- 召使 二名
- 左使部 八十名
- 右使部 八十名